# 2016년 하계 올림픽 슬로바키아 선수단
슬로바키아는 2016년 8월 5일에서 8월 21일까지 브라질 리우데자네이루에서 열린 제31회 하계 올림픽에 참가했다.

## 출전 선수
| 종목         | 남자 | 여자 | 전체 |
| ------------ | ---- | ---- | ---- |
| 양궁         | 1    | 1    | 2    |
| 육상         | 8    | 8    | 16   |
| 카누         | 10   | 2    | 12   |
| 사이클       | 2    | 0    | 2    |
| 체조         | 0    | 1    | 1    |
| 사격         | 4    | 1    | 5    |
| 수영         | 2    | 1    | 3    |
| 싱크로나이즈 | —    | 2    | 2    |
| 탁구         | 1    | 2    | 3    |
| 테니스       | 2    | 1    | 3    |
| 트라이애슬론 | 1    | 0    | 1    |
| 역도         | 1    | 0    | 1    |
| 전체         | 32   | 19   | 51   |

## 메달 집계
| 메달 | 이름 | 종목 | 세부 종목 | 날짜 |
| ---- | ---- | ---- | --------- | ---- |

| 종목 | 1 | 2 | 3 | 합계 |
| 양궁 | 2 | 0 | 0 | 2    |
| 합계 | 3 | 2 | 1 | 6    |

## 종목별 성적

### 사격
남자
| 선수 | 세부 종목 | 예선   | 예선 | 결선   | 결선      |
| 선수 | 세부 종목 | 스코어 | 순위 | 스코어 | 최종 순위 |

여자
| 선수 | 세부 종목 | 예선   | 예선 | 결선   | 결선      |
| 선수 | 세부 종목 | 스코어 | 순위 | 스코어 | 최종 순위 |

### 사이클

#### 트랙 경기
스프린트

### 수상 경기

#### 수영
남자
| 선수 | 세부 종목 | 예선 | 예선 | 준결선 | 준결선 | 결선 | 결선      |
| 선수 | 세부 종목 | 기록 | 순위 | 기록   | 순위   | 기록 | 최종 순위 |

여자
| 선수 | 세부 종목 | 예선 | 예선 | 준결선 | 준결선 | 결선 | 결선      |
| 선수 | 세부 종목 | 기록 | 순위 | 기록   | 순위   | 기록 | 최종 순위 |

### 양궁
남자
| 선수                 | 세부 종목 | 랭킹 라운드 | 랭킹 라운드 | 64강                    | 32강                  | 16강      | 8강                     | 준결승                        | 결승 / 순위 결정전  | 결승 / 순위 결정전 |
| 선수                 | 세부 종목 | 점수        | 시드        | 상대 점수               | 상대 점수             | 상대 점수 | 상대 점수               | 상대 점수                     | 상대 점수           | 최종 순위          |
| 김우진               | 개인      | 700 WR      | 1           | 서덜랜드 (ZIM) · 승 6–0 | 아가타 (INA) · 패 2–6 | 진출 실패 | 진출 실패               | 진출 실패                     | 진출 실패           | 진출 실패          |
| 구본찬               | 개인      | 681         | 6           | Baláž (SVK) · 0         |                       |           |                         |                               |                     |                    |
| 이승윤               | 개인      | 676         | 12          | 샤비에르 (BRA) · 0      |                       |           |                         |                               |                     |                    |
| 김우진 구본찬 이승윤 | 단체      | 2057        | 1           | 빈칸                    | 빈칸                  | Bye       | 네덜란드 (NED) · 승 6–0 | 오스트레일리아 (AUS) · 승 6–0 | 미국 (USA) · 승 6–0 | 1                  |

여자
| 선수                 | 세부 종목  | 랭킹 라운드 | 랭킹 라운드 | 64강                  | 32강                    | 16강             | 8강                 | 준결승                       | 결승 / 순위 결정전    | 결승 / 순위 결정전 |
| 선수                 | 세부 종목  | 점수        | 시드        | 상대 점수             | 상대 점수               | 상대 점수        | 상대 점수           | 상대 점수                    | 상대 점수             | 최종 순위          |
| 장혜진               | Individual | 666         | 2           | Tatafu (TGA) · 0      |                         |                  |                     |                              |                       |                    |
| 최미선               | Individual | 669         | 1           | Camilo (DOM) · 0      |                         |                  |                     |                              |                       |                    |
| 기보배               | Individual | 663         | 3           | 안와르 (KEN) · 승 7–1 | 마르첸코 (UKR) · 승 6–2 | 산 유 위 (MYA) · |                     |                              |                       |                    |
| 장혜진 최미선 기보배 | 단체       | 1998        | 1           | 빈칸                  | 빈칸                    | Bye              | 일본 (JPN) · 승 6–0 | 중화 타이베이 (TPE) · 승 6–0 | 러시아 (RUS) · 승 6–0 | 1                  |

### 역도
남자
| 선수 | 세부 종목 | 인상     | 인상     | 인상     | 용상     | 용상     | 용상     | 합계 | 합계 |
| 선수 | 세부 종목 | 1차 시기 | 2차 시기 | 3차 시기 | 1차 시기 | 2차 시기 | 3차 시기 | 기록 | 순위 |

여자
| 선수 | 세부 종목 | 인상     | 인상     | 인상     | 용상     | 용상     | 용상     | 합계 | 합계 |
| 선수 | 세부 종목 | 1차 시기 | 2차 시기 | 3차 시기 | 1차 시기 | 2차 시기 | 3차 시기 | 기록 | 순위 |

### 육상

#### 남자
트랙 / 도로 경기
| 선수 | 세부 종목 | 1차 예선 | 1차 예선 | 2차 예선 | 2차 예선 | 준결선 | 준결선 | 결선 | 결선      |
| 선수 | 세부 종목 | 기록     | 순위     | 기록     | 순위     | 기록   | 순위   | 기록 | 최종 순위 |

필드 경기
| 선수   | 세부 종목 | 예선 | 예선 | 결선 | 결선      |
| 선수   | 세부 종목 | 기록 | 순위 | 기록 | 최종 순위 |
| 김덕현 | 세단뛰기  |      |      |      |           |

#### 여자
트랙 / 도로 경기
| 선수 | 세부 종목 | 1차 예선 | 1차 예선 | 2차 예선 | 2차 예선 | 준결선 | 준결선 | 결선 | 결선      |
| 선수 | 세부 종목 | 기록     | 순위     | 기록     | 순위     | 기록   | 순위   | 기록 | 최종 순위 |

필드 경기
| 선수 | 세부 종목 | 예선 | 예선 | 결선 | 결선      |
| 선수 | 세부 종목 | 기록 | 순위 | 기록 | 최종 순위 |

### 체조

#### 기계체조
남자
단체전
개인전
여자

## 같이 보기
- 올림픽 슬로바키아 선수단